# Municipio de Berthold
El municipio de Berthold (en inglés: Berthold Township) es un municipio ubicado en el condado de Ward en el estado estadounidense de Dakota del Norte. En el año 2010 tenía una población de 76 habitantes y una densidad poblacional de 0,81 personas por km².

## Geografía
El municipio de Berthold se encuentra ubicado en las coordenadas 48°19′51″N 101°43′3″O / 48.33083, -101.71750. Según la Oficina del Censo de los Estados Unidos, el municipio tiene una superficie total de 93.59 km², de la cual 92,88 km² corresponden a tierra firme y (0,75 %) 0,7 km² es agua.

## Demografía
Según el censo de 2010, había 76 personas residiendo en el municipio de Berthold. La densidad de población era de 0,81 hab./km². De los 76 habitantes, el municipio de Berthold estaba compuesto por el 100 % blancos. Del total de la población el 0 % eran hispanos o latinos de cualquier raza.